# Provincia del Cabo Occidental
La provincia del Cabo Occidental (en afrikáans: Wes-Kaap, en inglés: Western Cape) es una de las nueve provincias de Sudáfrica, cuya capital es Ciudad del Cabo. Antes de 1994, formaba parte de la más extensa provincia del Cabo. Antes de la formación de la Unión Sudafricana en 1910 era la Colonia del Cabo.
El nombre, tanto de la provincia actual como de las unidades que la precedieron, proviene del cabo de Buena Esperanza, situado en territorio de la misma.

## Historia
Las antiguas fronteras de la Colonia del Cabo en el siglo XVIII coinciden en gran medida con las actuales de la provincia. Los europeos se instalaron en la zona hace varios siglos. La lengua mayoritaria es el afrikáans, existiendo en la Ciudad del Cabo una importante concentración de anglófonos. La minoría xhosa también posee una relevancia importante.
Actualmente las provincias del Cabo Occidental y el Cabo Norte son las únicas provincias donde la población negra no es mayoritaria, siendo los mestizos la mitad de la población.
El Cabo Occidental también es la única provincia de Sudáfrica donde la oposición al Congreso Nacional Africano (ANC) es mayoritaria, confirmado en las elecciones municipales de 2006 y 2011 y en las generales y provinciales de 2009 y 2014. En estas últimas la Alianza Democrática de la premier Helen Zille, ha vencido con el 59,38% de los votos, obteniendo 24-25 de los 42 escaños del parlamento provincial.
En las elecciones municipales de 2011 la Alianza Democrática (DA) consigue 409 puestos de concejales (53,3%) en la provincia contra 261 del ANC, 19 de COPE y 59 ICOSA, KGP y ACDP. Concretamente, la DA gana por mayoría absoluta 11 de las 24 municipalidades de la provincia, entre ellas Ciudad del Cabo con una mayoría absoluta de 135 puestos sobre 221. La DA domina otras 4 municipalidades mientras que en 5 consejos municipales hay empate entre la DA y el ANC. Este último no ha conseguido la mayoría absoluta más que un único consejo municipal (Beaufort West) y la mayoría relativa en Cederberg; ICOSA y KGP han obtenido la victoria simple en Kannaland-Ladismith y Prince Albert respectivamente.
En las elecciones nacionales de 2014, la Alianza Democrática (DA) aumentó su ventaja hasta subir al 59,4% de los votos en la provincia, obteniendo 26 de los 42 representantes de dicha provincia en el Parlamento nacional. El ANC se mantuvo en un 32,9% de los votos y conservó sus 14 representantes.

## Geografía
La provincia del Cabo Occidental limita al norte con la provincia del Cabo Septentrional, al este con la provincia del Cabo Oriental, al sur con el océano Índico, y al oeste con el océano Atlántico. Las islas del Príncipe Eduardo están incluidas dentro de la administración de la provincia. Los ríos más importantes de la provincia son el Breede y Berg. La capital es Ciudad del Cabo y otras ciudades importantes son Stellenbosch, Worcester, Paarl, y George. La Garden Route y el Overberg son populares áreas costeras de turismo. Su territorio ocupa 129.370 km². Para efectos comparativos su superficie es similar a la de Nicaragua.

### Clima
La provincia Cabo Occidental tiene un clima muy variado, con muchos y distintos microclimas, debidos a su variada orografía y la influencia tanto de los océanos Índico y (de agua caliente) y Atlántico (de agua fría), por lo tanto, las estadísticas climáticas pueden variar mucho entre lugares relativamente cercanos. La mayor parte de la provincia tiene un clima mediterráneo, con inviernos frescos y húmedos y veranos cálidos y secos. La zona interior Karoo tiene un clima semiárido con frío y heladas en invierno y veranos calurosos, con algunas tormentas eléctricas. El Garden Route y Overberg en la costa sur tienen un clima marítimo fresco y húmedo, con los inviernos suaves y veranos húmedos.
Las tormentas son poco comunes en la provincia, excepto en el interior de Karoo, con más tormentas debido a su accidentada orografía. En el interior son habituales temperaturas extremas de calor y frío, pero muy raras cerca de la costa. La nieve es habitual en invierno en las zonas más elevadas, las heladas, sin embargo son muy poco frecuentes en las zonas costeras, y en muchos de los valles cultivados.
La dependencia de las islas del Príncipe Eduardo, un archipiélago subantártico tiene un clima frío todo el año con poca diferencia entre el verano e invierno y altas precipitaciones anuales.
Estos son los promedios de algunos lugares de la provincia:
- Ciudad del Cabo Aeropuerto internacional: máxima de enero: 26 °C (min: 16 °C), máxima de julio: 18 °C (min: 7 °C), precipitación anual: 515 mm.
- Kirstenbosch, Ciudad del Cabo: precipitaciones anuales 1.395 mm.
- George: máxima de enero: 25 °C (min: 15 °C), máxima de julio: 19 °C (min: 7 °C), precipitación anual: 715 mm.
- Isla Marión: máxima de enero: 10 °C (min: 5 °C), máxima de julio: 6 °C (min: 1 °C), precipitación anual: 2.401 mm.

### Organización territorial

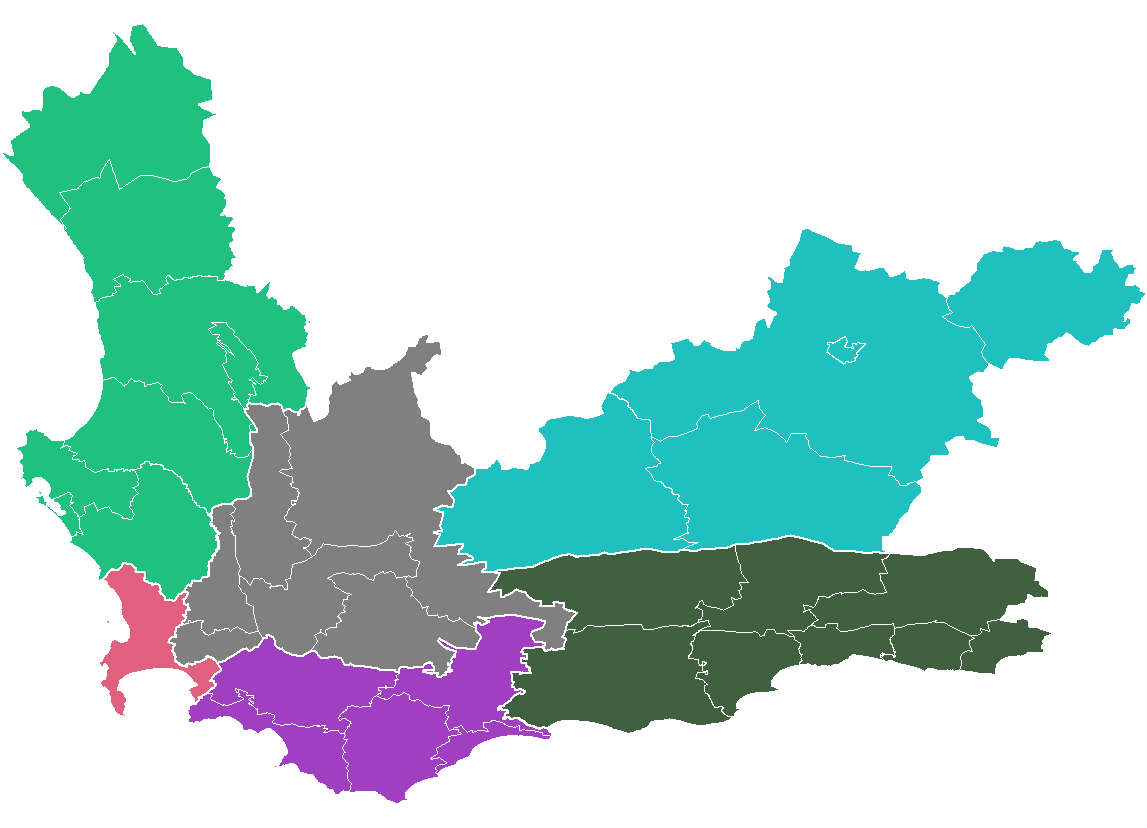
Distritos y municipios de la provincia Cabo Occidental.

La provincia es la única de Sudáfrica que se mantiene como "bastión" de la oposición al ANC. En las elecciones locales de 2006 y 2011, y en las nacionales y provinciales de 2009 y 2014 ha obtenido la victoria la DA (Alianza Democrática) de Helen Zille y Patricia de Lille, aumentando sus votos en cada convocatoria electoral. En las últimas elecciones de 2014 (7 de mayo) la DA ha obtenido el 57,26% de los votos en las elecciones para el Parlamento Nacional y un 59,38% de los votos para el Parlamento Provincial.
La provincia está dividida en un municipio metropolitano y cinco distritos, que se subdividen en 24 municipios locales.
- Municipio Metropolitano de Ciudad del Cabo
- Distrito de West Coast: Matzikama, Cederberg, Bergrivier, Saldanha Bay, Swartland
- Distrito de Cape Winelands: Witzenberg, Drakenstein, Stellenbosch, Breede Valley, Langeberg
- Distrito de Overberg: Theewaterskloof, Overstrand, Cape Agulhas, Swellendam
- Distrito de Eden: Kannaland, Hessequa, Mossel Bay, George, Oudtshoorn, Bitou, Knysna
- Distrito de Central Karoo: Laingsburg, Prince Albert, Beaufort West

## Demografía
La población, según el censo de 2011 sumaba unos 5.823.000 habitantes, de los que el 49% eran «coloured» (mestizos del Cabo), un 33% negros, un 17% blancos y 1% asiáticos. En 2007 se estimaba que la población alcanzaba los 4.840.000 habitantes.
El 81,8% de la población del Cabo Occidental se reconoce como cristiana (diversas iglesias), un 6,5% musulmana (los «coloureds» malayos del Cabo), un 0,4% judía y un 0,2% hindú.
La provincia del Cabo Occidental ocupa el primer puesto entre las provincias sudafricanas por su nivel de vida, su renta por habitante, por su bajo nivel de desempleo, por su nivel educativo y cultural y por ser el mayor foco turístico del país.